# Tom Sawyers äventyr (film, 1973)
Tom Sawyers äventyr (engelska: Tom Sawyer) är en amerikansk musikalisk äventyrsfilm från 1973 i regi av Don Taylor. Filmen är baserad på Mark Twains roman med samma namn från 1876. I huvudrollerna ses Johnny Whitaker, Jodie Foster och Jeff East.

## Handling
Tom Sawyer och Huckleberry Finn undersöker ett förmodat mord på en kyrkogård.

## Rollista i urval
- Johnny Whitaker - Tom Sawyer
- Jodie Foster - Becky Thatcher
- Celeste Holm - tant Polly
- Warren Oates - Muff Potter
- Jeff East - Huckleberry Finn
- Lucille Benson - Widder Douglas
- Henry Jones - Mr. Dobbins
- Noah Keen - domare Thatcher
- Dub Taylor - Clayton
- Richard Eastham - Doc Robinson
- Sandy Kenyon - konstapel Clemmens
- Joshua Hill Lewis - kusin Sidney
- Susan Joyce - kusin Mary
- Steve Hogg - Ben Rogers
- Sean Summers - Billy Fisher
- Kevin Jefferson - Joe Jefferson
- Page Williams - Saloon-flicka
- James A. Kuhn - smed
- Mark Lynch - åklagare
- Kunu Hank - Injun Joe

### Svenska röster
- Andreas Hedwall – Tom Sawyer
- Margaretha Krook – tant Polly, Toms moster
- Jan Malmsjö – Muff Potter
- Johan H:son Kjellgren – Jeff East
- Emma Wickman – Becky Thatcher
- Inger Juel – änkan Douglas
- Nils Eklund – Mr. Dobbins, skolläraren
- Hasse Funck – domare Thatcher
- Sture Hovstadius – Clayton / smeden
- Börje Nyberg – doktor Robinson
- Gunnar Ernblad – konstapel Clemens / åklagaren
- Ernst Nathorst-Böös – kusin Sidney
- Lisa Engholm – kusin Mary
- Tord Peterson – Indian-Joe
- Thomas Macklin – Ben Rogers, barn
- Claes Löfgren – Billy Fisher, barn / en liten pojke
- Pär Ericson – Joe Jefferson
- Doreen Denning – barflickan
- Cecilia Haslum – en flicka
- Carli Tornehave – sång

- Regissör, produktionsledare och översättare – Rune Hjelm
- Svenska sångtexter – Bengt Haslum
- Musikalisk ledning – Gunnar Svensson
- Ljudtekniker – Lars Klettner, Jan-Erik Lundberg
- Dubbningsstudio – Europafilm[1]

## Sånger i filmen
1. River Song (The Theme from “Tom Sawyer”) Charley Pride, kör & orkester
2. Tom Sawyer - tant Polly, Mary & Sidney
3. Gratifaction - pojkarna
4. How Come? - Tom
5. If'n I Was God - Tom
6. A Man's Gotta Be (What He's Born to Be) Tom, Huckleberry & Muff
7. Hannibal, Mo(Zouree) - ensemblen
8. Freebootin' - Tom & Huckleberry
9. Aunt Polly's Soliloquy - tant Polly